# Erich Linnhoff
Erich Linnhoff (ur. 23 kwietnia 1914 w Kostrzynie nad Odrą, zm. 22 grudnia 2006 w Berlinie) – niemiecki lekkoatleta, specjalista biegu na 400 metrów, mistrz Europy.
Startował na mistrzostwach Europy w 1938 w Paryżu, gdzie zdobył brązowy medal w biegu na 400 metrów oraz złoty w sztafecie 4 × 400 metrów (sztafeta biegła w składzie: Hermann Blazejezak, Manfred Bues, Linnhoff i Rudolf Harbig).
Był mistrzem Niemiec w biegu na 400 metrów w 1937 i 1938.
12 czerwca 1938 w Cottbus ustanowił rekord Niemiec na 400 metrów czasem 47,3 s.